# بوب شو (لاعب كرة قاعدة)
بوب شو (بالإنجليزية: Bob Shaw)‏ هو لاعب كرة قاعدة أمريكي، ولد في 29 يونيو 1933 في ذا برونكس في الولايات المتحدة، وتوفي في 23 سبتمبر 2010 في توكويستا في الولايات المتحدة بسبب سرطان الكبد.

## وصلات خارجية
- بوب شو على موقع دوري كرة القاعدة الرئيسي (الإنجليزية)
- بوب شو على موقعبيزبول رفرنس.كوم (الدوري الرئيسي) (الإنجليزية)
- بوب شو على موقعبيزبول رفرنس.كوم (الدوري الثانوي) (الإنجليزية)